# 偷电
窃电又稱偷電，是指偷窃電力的犯罪行为。据估计，全球每年因窃电而造成的损失估计为893亿美元。对偷电的一些惩罚包括罚款和监禁。有多种方式的窃电行为，例如給電錶做手腳，使得電錶上用電數字不上升或上升緩慢。根据一项研究顯示，全世界80%的偷電行為位於私人住宅，20%位於商場、工廠以及辦公樓。